# Ciao Records
La Ciao Records s.r.l. è stata una casa discografica italiana attiva prevalentemente tra la fine degli anni settanta e i primi anni ottanta.

## Storia
La Ciao Records fu fondata nel 1978 a Milano; il direttore artistico dell'etichetta era Osvaldo Bernasconi, ex batterista dei Profeti.
I nomi più noti tra i suoi artisti sono quelli di Roberto Vecchioni, Fausto Leali e Stefano Rosso; per l'etichetta incisero inoltre Bernardo Lanzetti (ex cantante degli Acqua Fragile e della Premiata Forneria Marconi) e la cantante torinese Vanna Brosio (che però usò lo pseudonimo G. Bri).
Per la distribuzione dei dischi si appoggiò per il primo periodo alla Fonit Cetra e, in seguito, alla CGD: proprio la questione della distribuzione causerà la fine dell'etichetta, in quanto la Fonit Cetra presenterà denuncia per la rottura del contratto di distribuzione, causando all'etichetta una notevole perdita economica, poiché molti album vennero bloccati nei magazzini per molti mesi.
L'etichetta cessò le attività nei primi anni '80.

## Dischi
La datazione qui riportata si basa sull'etichetta del disco o sulla copertina; qualora nessuno di questi elementi abbia una datazione, è basata sulla numerazione del catalogo; talora è, infine, basata sul codice della matrice di stampa. Se esistenti, sono riportati, oltre all'anno, il mese e il giorno (quest'ultimo dato si trova, a volte, stampato sul vinile). 

### 33 giri
| Numero di catalogo | Anno | Interprete        | Titoli                          |
| ------------------ | ---- | ----------------- | ------------------------------- |
| 1000               | 1979 | Roberto Vecchioni | Robinson, come salvarsi la vita |
| 1001               | 1979 | Bernardo Lanzetti | K.O.                            |
| 1002               | 1980 | Stefano Rosso     | Io e il sig. Rosso              |
| 1003               | 1980 | Ciro Perrino      | Solare                          |
| 1004               | 1980 | Davide Spitaleri  | Uomo irregolare                 |
| 1005               | 1980 | Roberto Colombo   | Astrolympix                     |
| 1006               | 1980 | Bernardo Lanzetti | Bernardo Lanzetti               |
| 1009               | 1980 | Bernardo Lanzetti | High Roller                     |

### 45 giri
| Numero di catalogo | Anno | Interprete                    | Titoli                                   |
| ------------------ | ---- | ----------------------------- | ---------------------------------------- |
| 500                | 1979 | Roberto Vecchioni             | Signor giudice/Vorrei                    |
| 501                | 1979 | Bernardo Lanzetti             | La tua storia/K.O.                       |
| 504                | 1980 | G. Bri                        | Non rompere/Non rompere (strumentale)    |
| 505                | 1980 | Fausto Leali                  | Musica ti amo/A costo di morire          |
| 508                | 1980 | Stefano Rosso                 | L'italiano/Quarant'anni                  |
| 509                | 1980 | Gianni Dall'Aglio             | Taking a chance with love/All night long |
| 514                | 1980 | Norma Jordan                  | Disco beat/Take me away                  |
| 517                | 1980 | George Chakiris               | Mipiaci un sacco/In no hearth's land     |
| 519                | 1980 | Bernardo Lanzetti             | Something new on the way/Blind love      |
| 521                | 1980 | Fausto Leali                  | Malafemmena/il tuo posto                 |
| 524                | 1980 | Gianfranco Funari             | A torti in faccia/A pensarci bene...     |
| 525                | 1980 | Le Dune                       | Io ti darò l'amore/Che uomo              |
| 526                | 1980 | Paola Tagliaferro             | Sfumature/Aspetta un po'                 |
| 530                | 1980 | Bernardo Lanzetti             | Generazione nucleare/Skaranga!           |
| 531                | 1980 | Il giocattolo                 | Pazza donna/Sarai solo                   |
| 532                | 1980 | Roberto Colombo e Mark Harris | The mighty team/Gimme lovin'             |
| 533                | 1980 | George Chakiris               | Ancora con te/Fragments                  |
| 567                | 1981 | Il giocattolo                 | La mia mano/Ti ho vista piangere         |